# Estergit

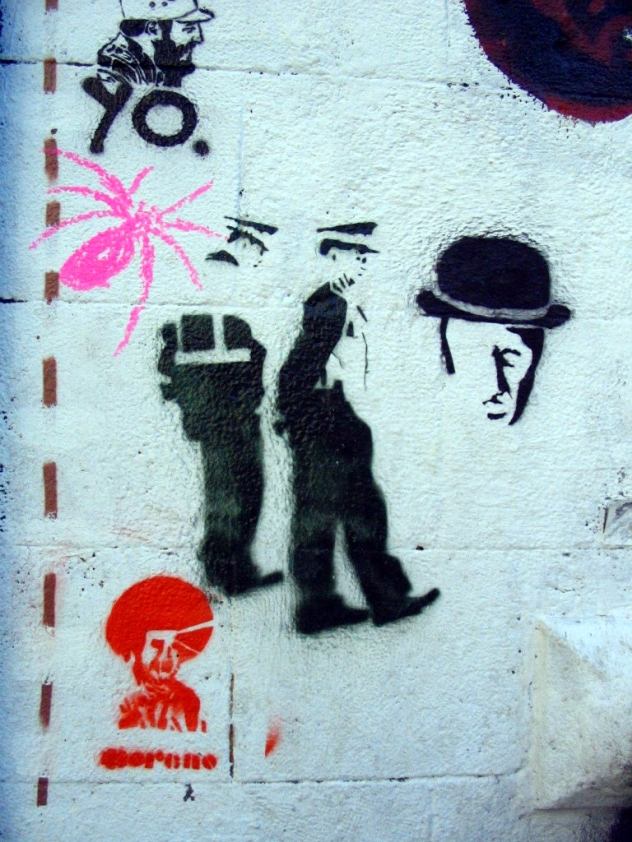
Estergits de carrer

L'estergit, també anomenat esténcil (de l'anglès stencil) és una tècnica artística de decoració en què una plantilla amb un dibuix retallat és usada per aplicar pintura, llançant-la a través d'aquest retallada, obtenint un dibuix amb aquesta forma.

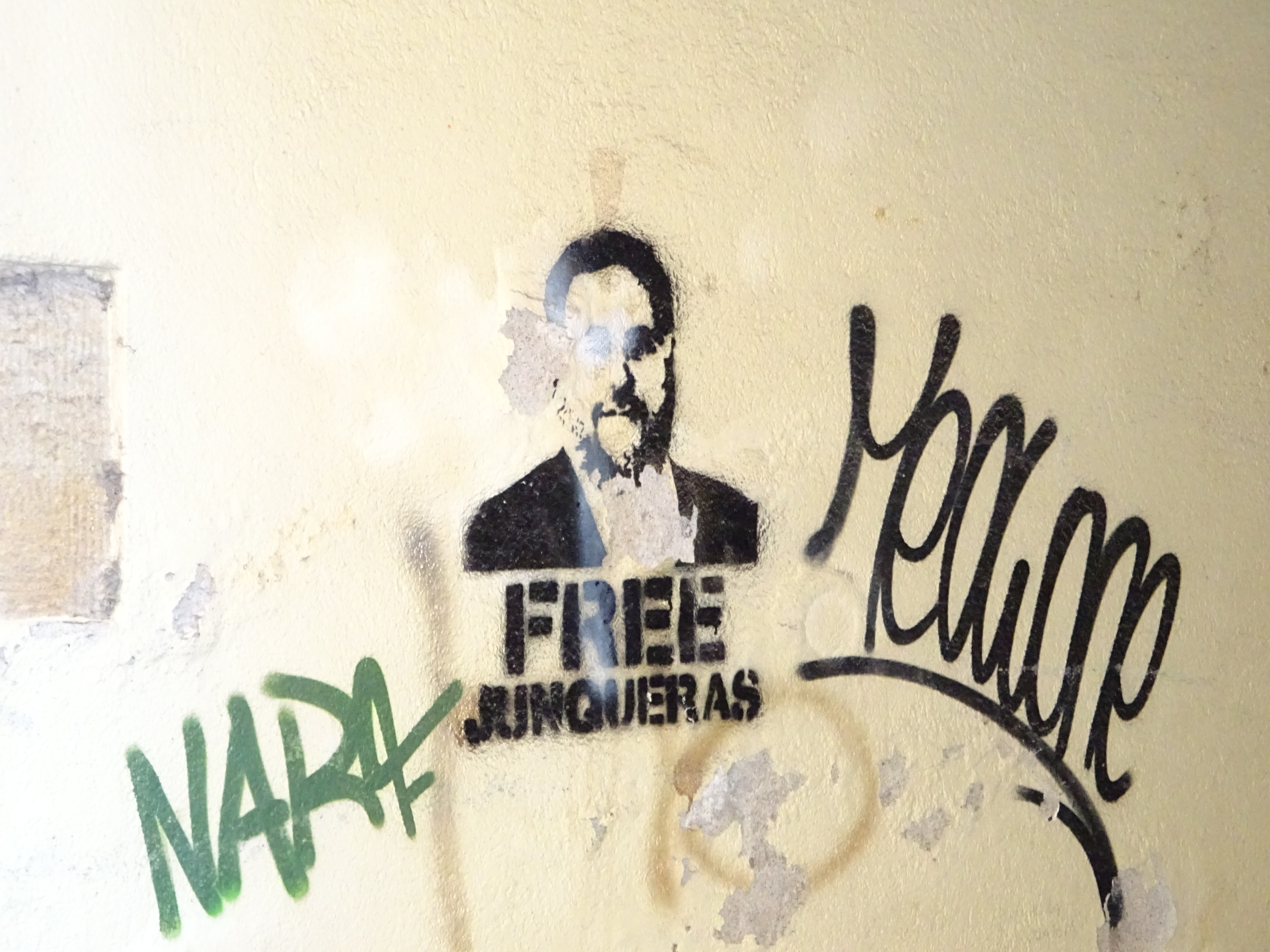
Estergit reivindicatiu a la Bisbal d'Empordà

Consisteix en aplicar pólvores de color, pintura o similars a través d'una plantilla (anomenada estergit o trepa) amb el dibuix a obtenir retallat o perforat. Procediment pictòric tan antic com la humanitat, encara avui és practicat per artistes com ara Banksy.
Una de les formes més usuals de fer-ho és retallant la imatge desitjada sobre un full de paper dur, el dibuix apareix com un espai obert amb zones sòlides al voltant. La plantilla així obtinguda se situa sobre un nou full de paper i s'aplica la pintura sobre tota la superfície. Les zones de pintura que arriben al full inferior queden limitades a la forma dels buits de la plantilla, creant així la imatge desitjada.

## Història

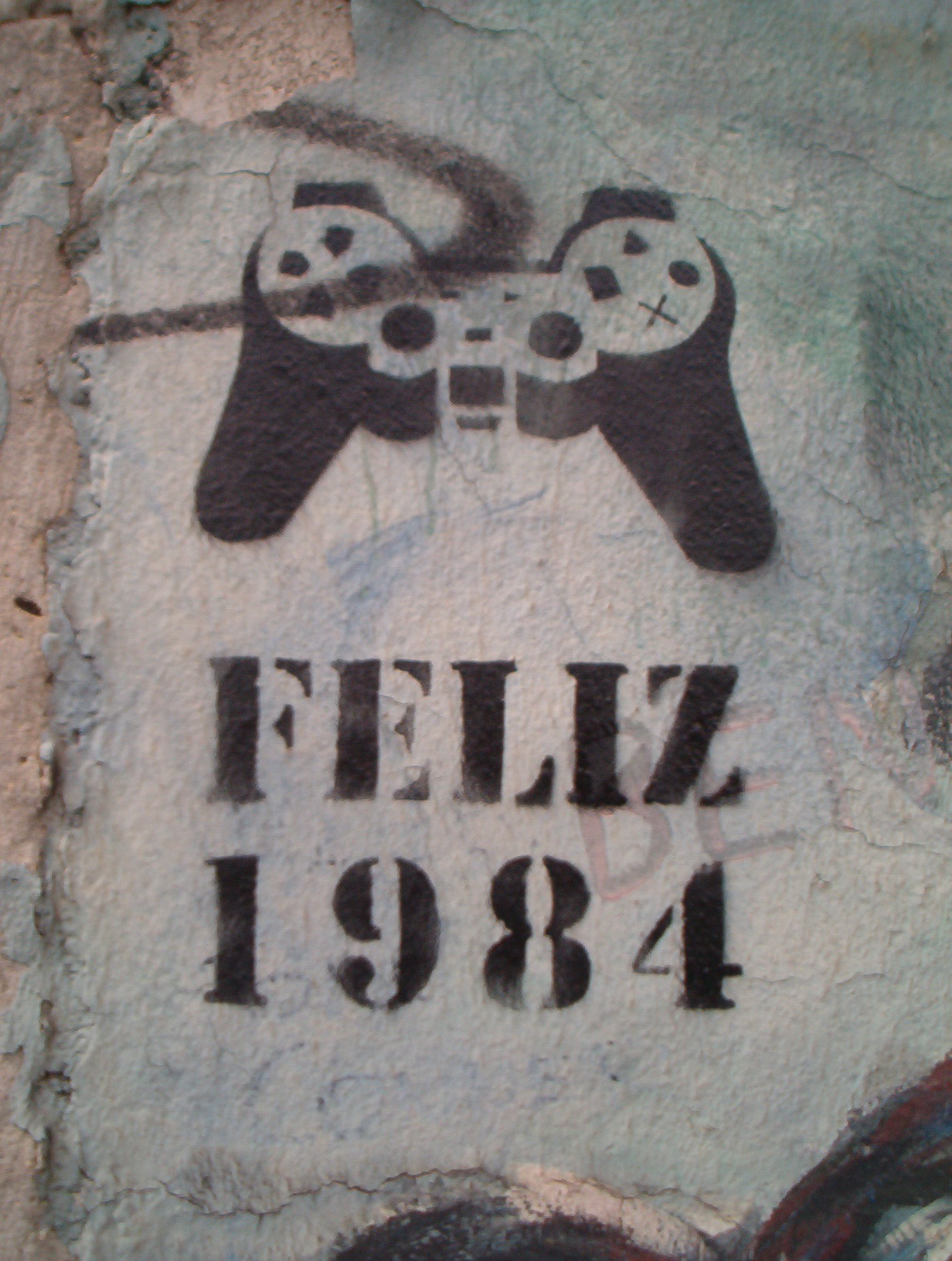
Berliner Mauer (Mur de Berlín).

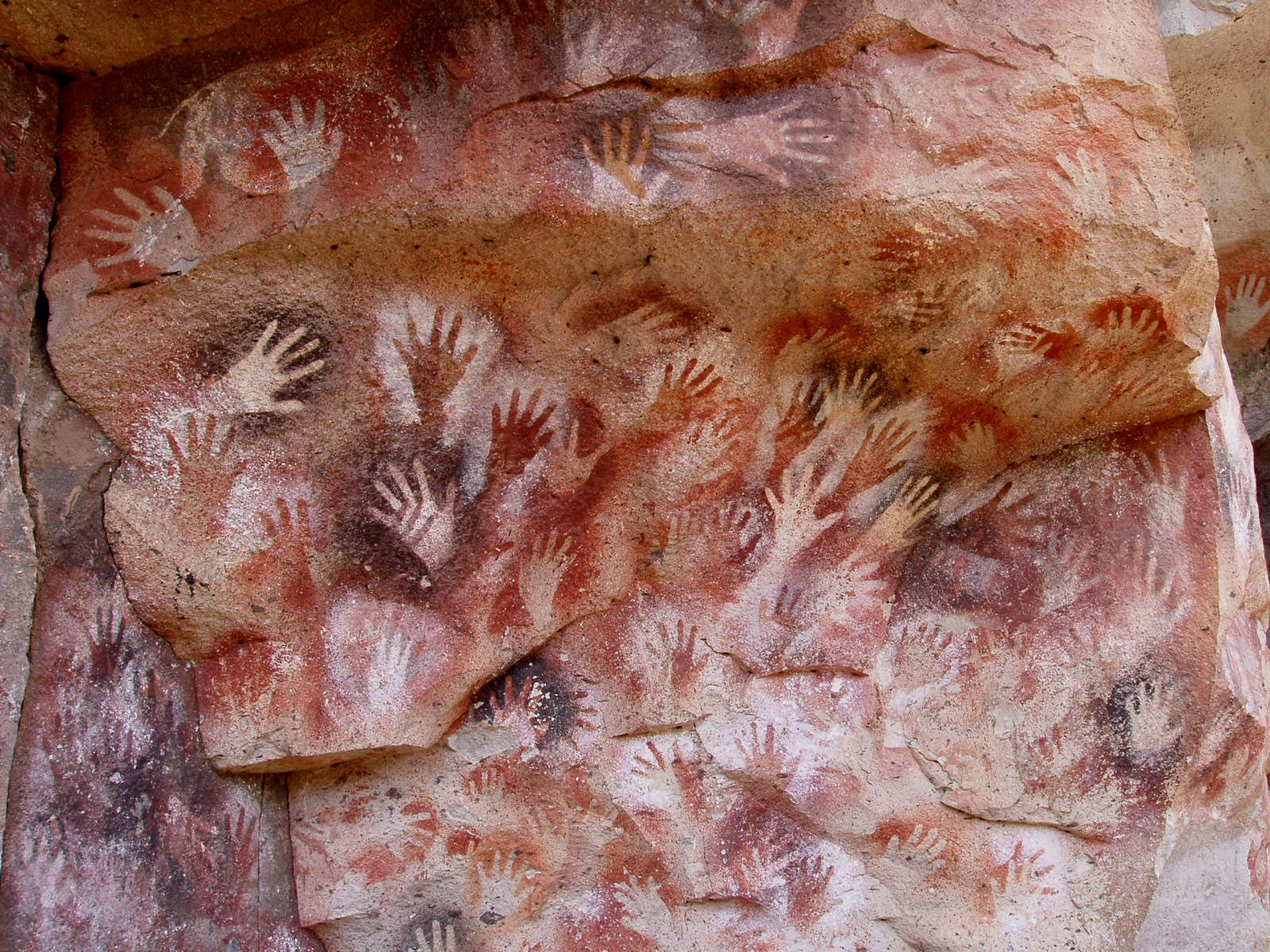
Mans estergides amb una mena d'aerògraf d'os, a la Cova de les Mans, (província de Santa Cruz, Argentina), c. 7350 aC

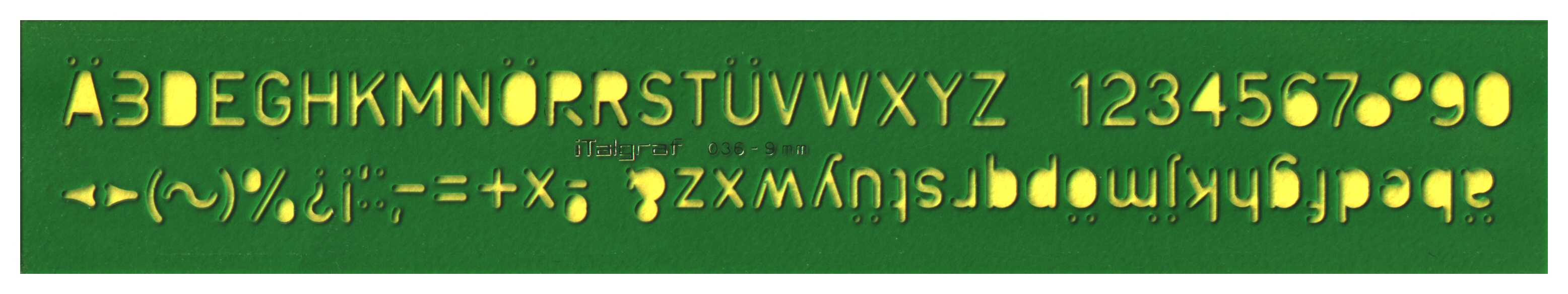
Els normògrafs (regles perforades que permeten reproduir les lletres de l'alfabet normalitzades) es basen en la tècnica de l'estergit.

Si bé el procés d'estergit s'utilitzava ja en l'antiga Roma, va aconseguir el major grau de popularitat als Estats Units durant els anys seixanta, quan molts artistes utilitzaven com a mitjà d'expressió dels colors purs i les imatges de contorns marcats.

L'estergit més antic que es coneix és a la Cova de les Mans (situada en el profund cañadón del riu Pintures, a l'oest de la província de Santa Cruz, Argentina). L'estergit s'ha vingut usant des de l'antiguitat per duplicar els dissenys decoratius en parets, sostres i teixits. Era molt corrent a la Xina i Japó per marcar els embalatges amb segells i cal·ligrafia. Aquest sistema s'ha emprat també per acolorir gravat a fibra, gravat a l'aiguafort o gravats, utilitzant diferents plantilles per als diferents colors.
Altres treballs d'aquesta tècnica s'han vist últimament en països com ara Mèxic, Brasil, Estats Units, Espanya entre altres països on es practica l'street art.
Els artistes més destacats són Banksy, Shepard Fairey i Blek le Rat.